# Gymnonereis hartmannschroederae
Gymnonereis hartmannschroederae är en ringmaskart som beskrevs av Pettibone 1970. Gymnonereis hartmannschroederae ingår i släktet Gymnonereis och familjen Nereididae. Inga underarter finns listade i Catalogue of Life.